# Tylototriton kweichowensis
Tylototriton kweichowensis é uma espécie de anfíbio caudado pertencente à família Salamandridae. Endêmica da China.